# 分羊的比喻

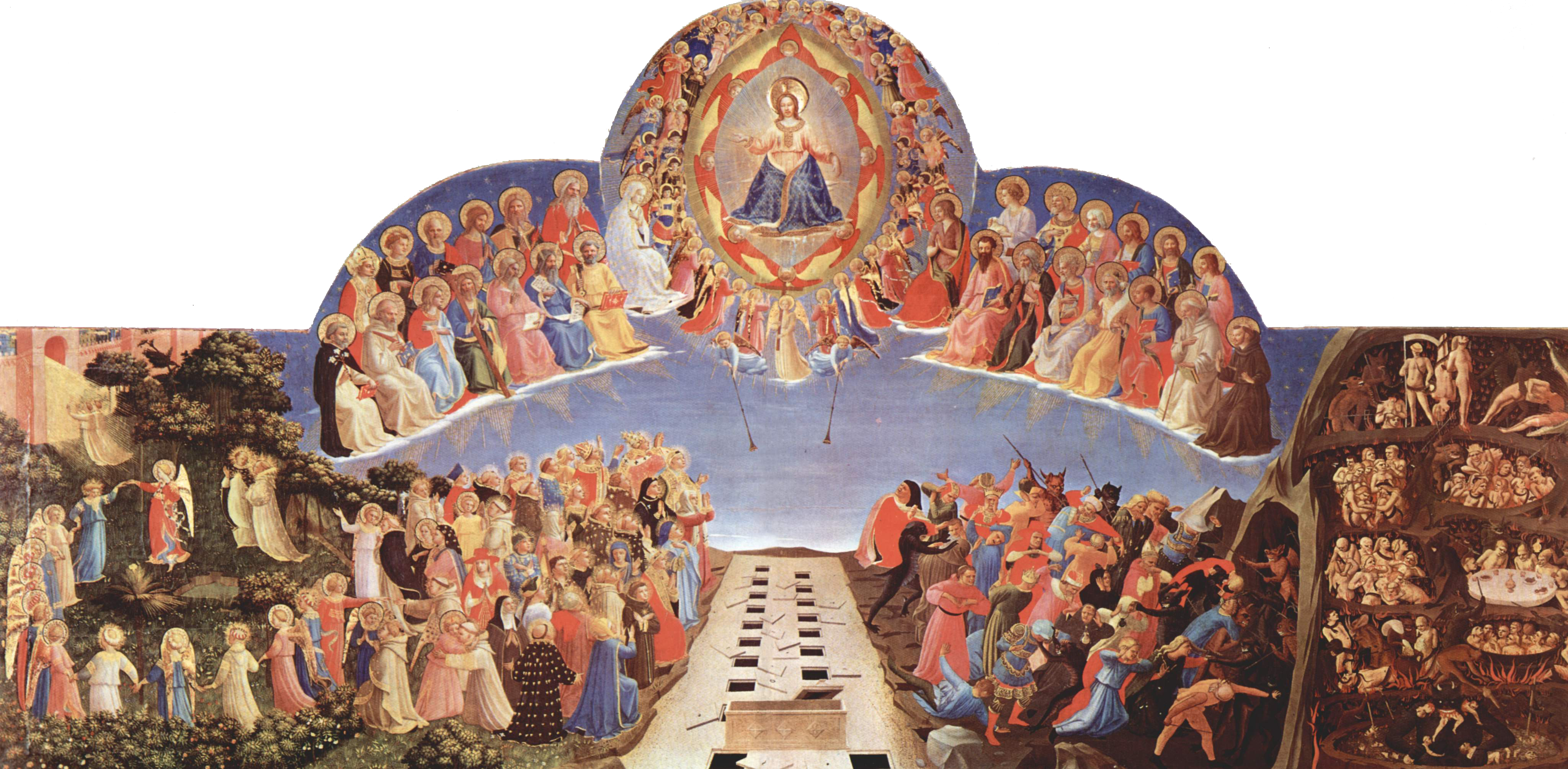
耶稣在最后的审判中将人们分成两列。弗拉·安杰利科，1432-1435

区分绵羊和山羊是耶稣在橄榄山讲论中用来說明祂再來时的事的一个比喻，或称为“对万国/列族/众民的审判（The Judgment of the Nations）”，记载于《马太福音》第25章第31-46节。

## 內容
在這个比喻中，耶穌把信徒分為兩邊，一邊是能得救的綿羊，一邊是不能得救的山羊。綿羊能得救不是因為他們單遵守道理沒有犯死罪，而是他們能以耶穌的愛實行主的新命令——彼此相愛，不是單愛那愛自己的人，且愛那些身心窮困而饑餓，乾渴，沒衣服穿，沒地方住，或遇患難，受逼迫，生病的同靈。山羊雖遵守神的律法，沒有違背十誡，但他們可能只愛那愛他們的人，不能用耶穌的愛，愛那些患難中窮困的同靈，因此違背了耶穌最後賜下的最重要的命令——彼此相愛。
当人子在他荣耀裏同着众天使降临的时候，要坐在他荣耀的宝座上。万民都要聚集在他面前。他要把他们分别出来，好像牧羊的分别绵羊、山羊一般。把绵羊安置在右边，山羊在左边。于是王要向那右边的说，你们这蒙我父赐福的，可来承受那创世以来为你们所预备的国。因为我饿了，你们给我吃。渴了，你们给我喝。我作客旅，你们留我住。我赤身露体，你们给我穿。我病了，你们看顾我。我在监裏，你们来看我。义人就回答说，主阿，我们什么时候见你饿了给你吃，渴了给你喝？什么时候见你作客旅留你住，或是赤身露体给你穿？又什么时候见你病了，或是在监裏，来看你呢？王要回答说，我实在告诉你们，这些事你们既作在我这弟兄中一个最小的身上，就是作在我身上了。王又要向那左边的说，你们这被咒诅的人，离开我，进入那为魔鬼和他的使者所预备的永火裏去。因为我饿了，你们不给我吃。渴了，你们不给我喝。我作客旅，你们不留我住。我赤身露体，你们不给我穿。我病了，我在监裏，你们不来看顾我。他们也要回答说，主阿，我们什么时候见你饿了，或渴了，或作客旅，或赤身露体，或病了，或在监裏，不伺候你呢？王要回答说，我实在告诉你们，这些事，你们既不作在我这弟兄中一个最小的身上，就是不作在我身上了。这些人要往永刑裏去。那些义人要往永生裏去。
——马太福音25:31-25:46

## 外部連結
- John Gill's commentary （页面存档备份，存于）